# Crypt of Civilization
La Crypt of Civilization (de l'anglais signifiant littéralement « crypte de la civilisation »), est une capsule temporelle américaine, scellée en 1940.
Considérée par le Livre Guinness des records comme la première à avoir été mise en œuvre avec succès, elle est implantée dans le sous-sol du Phoebe Hearst Hall, à l'Oglethorpe University d'Atlanta, dans l'État américain de Géorgie.

## Description

### Forme
Plus qu'une capsule, il s'agit en fait d'une pièce entière, occupant un volume approximatif de 54 m3 : une surface d'environ 18 m2 (6 × 3 m) pour une hauteur de 3 m. Elle est scellée par une porte faite d'acier inoxydable et soudée sur place.

### Contenu
Parmi les centaines d'objets qu'elle contient, se trouvent des microfilms reproduisant plus de 800 documents et ouvrages de référence, ainsi que des enregistrements sonores et vidéo, tous supposés être représentatifs de l'époque à laquelle elle a été fermée.
S'y trouvent des livres comme la Bible, le Coran, l'Iliade d'Homère et l'Enfer de Dante, une copie originale du script du film Autant en emporte le vent offerte par le producteur David O. Selznick, des enregistrements vocaux d'Adolf Hitler, de Joseph Staline, de Benito Mussolini et de Franklin Delano Roosevelt, une machine à écrire, un récepteur radio, une caisse enregistreuse, du fil dentaire, des jouets en plastiques représentant Donald Duck et The Lone Ranger et même une bouteille de bière Budweiser.

## Dates de fermeture et d'ouverture
L'idée de la Crypt a été lancée en 1936 et elle fut fermée en 1940. Il a alors été prévu qu'elle ne soit pas ouverte avant 8113. En effet, à l'époque où ce projet a été proposé, dans les années 1930, la plupart des historiens étaient d'accord sur le fait que le premier calendrier de l'Humanité, le calendrier de l'Égypte antique, avait été établi en 4241 av. J.-C. [réf. nécessaire], ce qui en fait la première date de l'Histoire à avoir été fixée.
Ainsi, lorsque la Crypt sera descellée. il se sera écoulé exactement autant de temps depuis sa fermeture, qu'il s'en était alors écoulé depuis la première date enregistrée : 6 177 ans.